# Juan Velázquez Tlacotzin
Juan Velázquez Tlacotzin (... – Nochixtlan, 1526) fu un Cihuacoatl (consigliere) durante i regni di Montezuma e Cuauhtémoc. Era il nipote del Cihuacoatl Tlacaelel.

## Biografia
Secondo alcune leggende, Tlacotzin fu catturato e torturato da Hernán Cortés assieme a Cuauhtémoc, nel tentativo di scoprire il nascondiglio del "tesoro azteco" e dell'oro della famiglia imperiale. Nella realtà storica, Cortés lasciò formalmente al potere Cuauhtémoc, ma lo spagnolo comprese presto che egli aspirava alla rivolta contro il governo ispanico e pose quindi al potere Tlacotzin. Le voci sulle torture subite dai due cugini di sangue reale nella ricerca di un tesoro, non risultano credibili alla luce dei rapporti sostanzialmente positivi tra Tlacotzin e Cortés.
Dopo l'esecuzione dell'imperatore Cuauhtémoc per tradimento, Tlacotzin fu definitivamente scelto come suo successore. Cortes indicò a Tlacotzin di indossare vestiti spagnoli, e gli diede una spada ed un cavallo bianco come simbolo della sua nuova posizione di tlatoani. Divenne regnante fantoccio azteco (mai riconosciuto come imperatore) durante il dominio spagnolo (1525-1526). Fu battezzato col nome di Juan Velásquez. Accompagnò Cortes nei tre anni di durata della spedizione, ma morì nel 1526 (8 Coniglio) a causa di una malattia sconosciuta a Nochixtlan, prima del ritorno a Tenochtitlán. Cortes scelse subito il successore di Tlacotzin: Andrés de Tapia Motelchiuh.